# Bedlenki
Bedlenki – osada w Polsce położona w województwie kujawsko-pomorskim, w powiecie świeckim, w gminie Drzycim nad Wdą. Wieś wchodzi w skład sołectwa Dólsk.
W latach 1975–1998 miejscowość administracyjnie należała do województwa bydgoskiego.